# Flaminio - Piazza del Popolo (métro de Rome)
Flaminio - Piazza del Popolo est une station de la ligne A du métro de Rome. Elle tient son nom du Piazzale Flaminio sous lequel elle se trouve, et de la Piazza del Popolo, immédiatement contiguë.

## Situation sur le réseau
Établie en souterrain, la station Flaminio - Piazza del Popolo de la ligne A du métro de Rome, est située entre les stations Lepanto, en direction de Battistini, et Spagna en direction d'Anagnina.

## Histoire
La station Flaminio est mise en service le 19 février 1980, lors de l'ouverture de l'exploitation de la première section, de la ligne A, entre les stations Ottaviano - San Pietro - Musei Vaticani et Cinecittà.
En 2000 le nom officiel de la station devient Flaminio - Piazza del Popolo.

## Services aux voyageurs

### Intermodalité
Du Piazzale Flaminio partent la ligne 2 de tramway, qui dessert la plupart du quartier Flaminio, ainsi que le train local Roma Nord, qui relie le centre de la capitale aux banlieues septentrionales, jusqu'à la ville de Viterbe.

## À proximité
La station permet d'atteindre aussi bien la partie la plus septentrionale du centre historique de Rome, autour de la Piazza del Popolo, que les quartiers Flaminio, Parioli et Pinciano situés hors des murs.
Dans le centre historique, on est proche de : la Piazza del Popolo, la Porta del Popolo, l'église Santa Maria del Popolo, le Pincio, les églises Santa Maria dei Miracoli et Santa Maria in Montesanto, la Via del Corso (partie nord), les rues historiques Via di Ripetta, Via del Babuino, Via Margutta, et le musée Casa di Goethe sur la Via del Corso. Hors des murs on est proche de : la Villa Borghèse, le Musée national étrusque de la villa Giulia, le Galerie nationale d'art moderne et contemporain, la Via Flaminia, l'Auditorium Parco della Musica, le MAXXI - Musée national des arts du XXIe siècle, le Stade olympique, le Stade Flaminio, le Petit palais des sports, le Foro Italico, le Pont Milvius et le Ponte della Musica.